# Rubus styriacus
Rubus styriacus är en rosväxtart som beskrevs av Eugen von Halácsy. Rubus styriacus ingår i släktet rubusar, och familjen rosväxter. Inga underarter finns listade i Catalogue of Life.